# František Svoboda (fotbalista)
František Svoboda (5. srpna 1906 Vídeň – 6. července 1948), přezdívka "Bonello", byl český fotbalista, reprezentant. Na klubové úrovni nastupoval především za Slavii Praha.

## Sportovní kariéra
Hrál jako střední útočník, někdy i pravá spojka. Postavou robustní, ale pohyb měl elegantní a vynikal tvrdými střelami i z velkých vzdáleností. Přezdívali jej „Franci“. Vstřelil 101 ligových branek a byl zapsán do Klubu ligových kanonýrů.
S fotbalem začal u vinohradského Rapidu, odkud přestoupil v roce 1926 do pražské Slávie. Odehrál také 43 utkání během 10 let za Československou reprezentaci, za níž vstřelil 22 gólů a zúčastnil se MS 1934. Tam odehrál tři zápasy a vsítil jednu branku v utkání proti Švýcarsku. Ve Slávii zůstává až do roku 1940, poté nastupuje ještě za Viktorii Žižkov.